# Любарський Володимир Аронович
Любарський Володимир Аронович (народився 28 серпня 1937 — помер 1996, Дніпропетровськ) — український художник та ілюстратор. Мешкав й працював у Дніпрі.
Відомий в Україні та у світі, насамперед, ілюстраціями дитячих книг: «Айболіт і Бармалей» Чуковського, «Андрійкина таємниця» Олександрова, «Добрий велетень» Бєлова, казок
«Зачарована красуня», «Колобок», «Кіт у чоботях», «Кіт Василь» — казок й віршів Крилова, «Червона капелюшка» Введенського, «Мишко-хвалько» Гагаріна, «Чомучка» Котова, «Пригоди книжки» Коваленко, «Пригоди старої ляльки» Каменної, «Вусатий-полосатий» Маршака, «Казки дядечка Римуса», «Айболіт» та інших.
У 17-річному віці отримав право ілюструвати першу книжку «Як лікували півня» дніпрянина Олексія Гавриловича Крилова.
Найвідомішому герою ілюстрацій Володимира Любарського «Коту Василю» встановлено пам'ятник у місті Дніпро. На його честь названо вулицю Любарського й провулок Любарського у місцевості Сахалин Амур-Нижньодніпровському районі Дніпра.
Володимир Любарський писав картини і портрети. В сімейній колекції Любарських збереглися кілька полотен, написаних олійною фарбою. Є картини, написані в унікальній авторській технології, з додаванням чаю та кави. Кілька полотен були продані в приватні колекції Англії та Ізраїлю. Відома картина «Секрет дами».
Дружина — Любов Абрамівна; донька — Людмила Рувинська.
На початку 1990-их років Володимир Любарський зазнав пограбування у таксі, коли таксист відібрав гонорар за щойно видану книжку й викинув його на Центральному мосту на дорогу. Від отриманої травми у мозку Любарського виникла гематома, що не дозволила повністю відновитися у роботі. Наприкінці життя художник втратив зір.